# Neotheronia angulata
Neotheronia angulata là một loài tò vò trong họ Ichneumonidae.